# Asketria kenteana
Asketria kenteana är en fjärilsart som beskrevs av Otto Staudinger 1892. Asketria kenteana ingår i släktet Asketria och familjen vecklare. Inga underarter finns listade i Catalogue of Life.